# National Basketball Association 1964-1965
La stagione della National Basketball Association 1964-1965 fu la 19ª edizione del campionato NBA. La stagione si concluse con la vittoria dei Boston Celtics, che sconfissero i Los Angeles Lakers per 4-1 nelle finali NBA.

## Squadre partecipanti
- Baltimore Bullets
- Boston Celtics
- Cincinnati Royals
- Detroit Pistons
- L.A. Lakers

- N.Y. Knicks
- Philadelphia 76ers
- S.F. Warriors
- St. Louis Hawks

## Classifica finale

### Eastern Division
| Squadra            | V  | P  | %    | GB |
| ------------------ | -- | -- | ---- | -- |
| Boston Celtics C   | 62 | 18 | 77,5 | -  |
| Cincinnati Royals  | 48 | 32 | 60,0 | 14 |
| Philadelphia 76ers | 40 | 40 | 50,0 | 22 |
| New York Knicks    | 31 | 49 | 38,8 | 31 |

### Western Division
| Squadra                | V  | P  | %    | GB |
| ---------------------- | -- | -- | ---- | -- |
| Los Angeles Lakers     | 49 | 31 | 61,3 | -  |
| St. Louis Hawks        | 45 | 35 | 56,3 | 4  |
| Baltimore Bullets      | 37 | 43 | 46,3 | 12 |
| Detroit Pistons        | 31 | 49 | 38,8 | 18 |
| San Francisco Warriors | 17 | 63 | 21,3 | 32 |

## Vincitore
| Campione NBA 1964-1965     |
| -------------------------- |
| Boston Celtics (8º titolo) |

## Statistiche
| Categoria | Giocatore        | Squadra                    | Stat  |
| --------- | ---------------- | -------------------------- | ----- |
| Punti     | Wilt Chamberlain | San Francisco/Philadelphia | 2.534 |
| Rimbalzi  | Bill Russell     | Boston Celtics             | 1.878 |
| Assist    | Oscar Robertson  | Cincinnati Royals          | 861   |
| FG%       | Wilt Chamberlain | San Francisco/Philadelphia | 51,0  |
| FT%       | Larry Costello   | Philadelphia 76ers         | 87,7  |

## Premi NBA
- NBA Most Valuable Player Award: Bill Russell, Boston Celtics
- NBA Rookie of the Year Award: Willis Reed, New York Knicks
- NBA Coach of the Year Award: Red Auerbach, Boston Celtics
- All-NBA First Team:
  - Elgin Baylor, Los Angeles Lakers
  - Jerry Lucas, Cincinnati Royals
  - Bill Russell, Boston Celtics
  - Oscar Robertson, Cincinnati Royals
  - Jerry West, Los Angeles Lakers
- All-NBA Second Team:
  - Bob Pettit, St. Louis Hawks
  - Gus Johnson, Baltimore Bullets
  - Wilt Chamberlain, San Francisco/Philadelphia
  - Sam Jones, Boston Celtics
  - Hal Greer, Philadelphia 76ers
- All-Rookie Team:
  - Willis Reed, New York Knicks
  - Jim Barnes, New York Knicks
  - Howard Komives, New York Knicks
  - Lucious Jackson, Philadelphia 76ers
  - Wali Jones, Baltimore Bullets (pari)
  - Joe Caldwell, Detroit Pistons (pari)